# 完全竞争

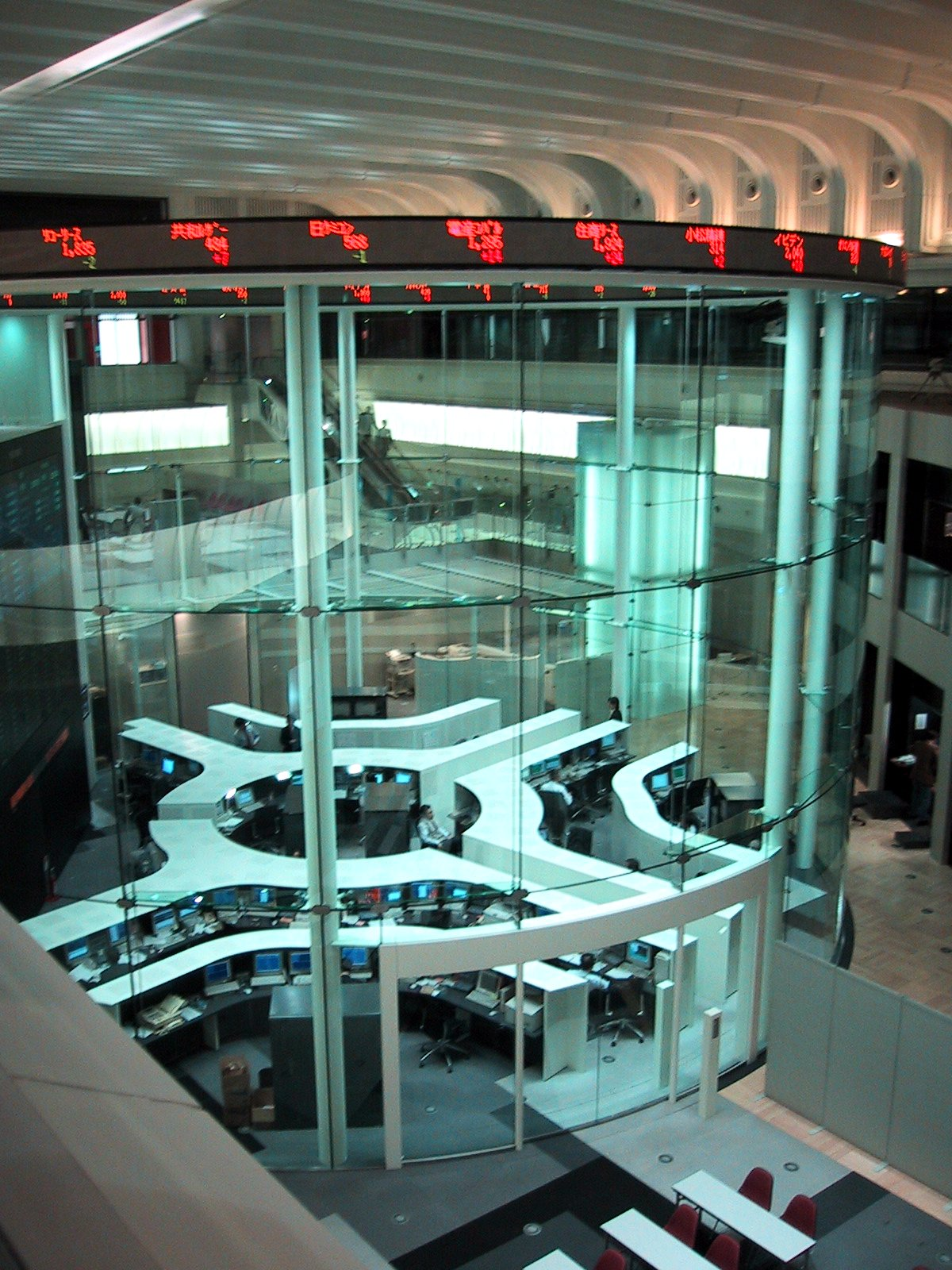
東京證交所，股票市場就是假設為一個完全竞争狀態，然而比較小規模的股市還是可能被少數有大量金錢的財團所操縱，所以越大規模的股市越健康。

完全竞争（英語：perfect competition），是经济学中理想的市场竞争状态，也是几个典型的市场形式之一。可以证明，完全竞争的结果符合帕累托最优。
如果市场中的买者和卖者规模足够大，并且每个个人（包括买者和卖者）都是价格接受者，而且不能单独影响市场价格时，这样的竞争性状态被称为完全竞争。同时，也称这样的市场为「完全竞争市场」（perfect market）。
更加詳細地解釋，完全竞争指在市場上的產品皆同质，且資訊為完全流通，生產者能自由進出市場，以及拥有较低的交易成本和時間差。
此外，也有学者认为，無論市場規模如何，只要市场中的个人认为，或者相信市场价格是既定的并且个人不能影响市场价格时，这样的状态就可以判断为具竞争的。譬如，可以证明，在单一产品竞争市场中，两家企业如果进行伯川德竞争的话，就是具竞争的。换句话说，市场规模足够大是完全竞争的充分条件之一，但并非必要条件。

## 條件
- 大量買家和賣家
- 自由進出市場
- 資訊流通

## 學術界觀點

### 批判性觀點
一些經濟學家認為關於完全競爭的理論是一種悖論，他們在價格及信息流動等方面上指出了這些理論的缺陷。